# Московский рынок (Казань)
Московский рынок (тат. Мәскәү базары) — универсальный базарный рынок Московского района города Казани.

## Общая характеристика
Московский рынок осуществляет торговлю изделиями лёгкой промышленности, продуктами питания и различными бытовыми товарами. Управляется ОАО «Московский рынок».
Колхозный рынок Московского района открылся в 1976 году.
С момента открытия является одним из крупнейших рыночных торговых комплексов Казани, наряду с Центральным и Приволжским рынками. Помимо Московского района обслуживает покупателей прилегающих районов Казани: Кировского, Ново-Савиновского и Авиастроительного.
В 2008 году Московский рынок уступил звание лучшего рынка Казани Центральному рынку, заняв второе место в городском конкурсе, но, в то же время, ОАО «Московский рынок» было признано лучшей управляющей компанией.
Рынок участвовал в республиканской программе проведения сельскохозяйственных ярмарок в Казани. В апреле 2011 года одну из них на Московском рынке посетили президент Татарстана Р. Минниханов и министр сельского хозяйства и продовольствия Татарстана М. Ахметов.

## Устройство
Рынок находится на улице Шамиля Усманова, между улицами Энергетиков и Декабристов. От Московского рынка начинается Волгоградская улица.
На Московском рынке расположены торговый комплекс «Доминант», торговый центр «Верона», и 7-этажный торговый центр «Тюбетейка».
В 2000 году были существенно расширены и реконструированы торговые павильоны. Однако, посетивший их тогда президент Татарстана М. Шаймиев отметил, что рынок по-прежнему очень многолюдный, он перегружен, и решить эту проблему должна была помочь не только реконструкция, но и строительство нового рынка в Ново-Савиновском районе.
Плотная застройка территории рынка не раз становилась предметом обсуждения. В 2006 году она могла привести к закрытию рынка санитарными врачами (из-за несответствия расстояний санитарно-защитной зоны).

## Транспортная доступность
По улице Декабристов к Московскому рынку подходят автобусные и троллейбусные маршруты (остановка «Московский рынок»). Ранее по улице Декабристов проходил также трамвай, но в 2010 году рельсовые линии 9-го маршрута были проложены по улице Энергетиков, то есть с противоположной, западной стороны рынка (остановка «Усманова»). Причём, трамвайные пути были уложены вплотную к торговым рядам.

## Правопорядок
В 1990-х, в период расцвета российской организованной преступности, Московский рынок «контролировался» так называемой «Рыночной бригадой» ОПГ «Низы».
В 2008 году у рынка (Энергетиков, 4) вновь заработал опорный пункт милиции, оснащённый после реконструкции новейшим оборудованием.